# Kernc
Kernc je priimek več znanih Slovencev:
- Alfonz Kernc (1915- ?), romanist, profesor, Kočevski odposlanec
- Eleonora Kernc (1907-1995), slavistka, prof.
- Janko Kernc (1925-1999), elektrotehnik (v metalurgiji in montanistiki)
- Janko Kernc (*1953), strojnik, fotograf?
- Leopold Kernc (1892-1981), glasbenik, slikar, učitelj... ?